# Nax
Nax (toponimo francese) è una frazione di 466 abitanti del comune svizzero di Mont-Noble, nel Canton Vallese (distretto di Hérens).

## Storia

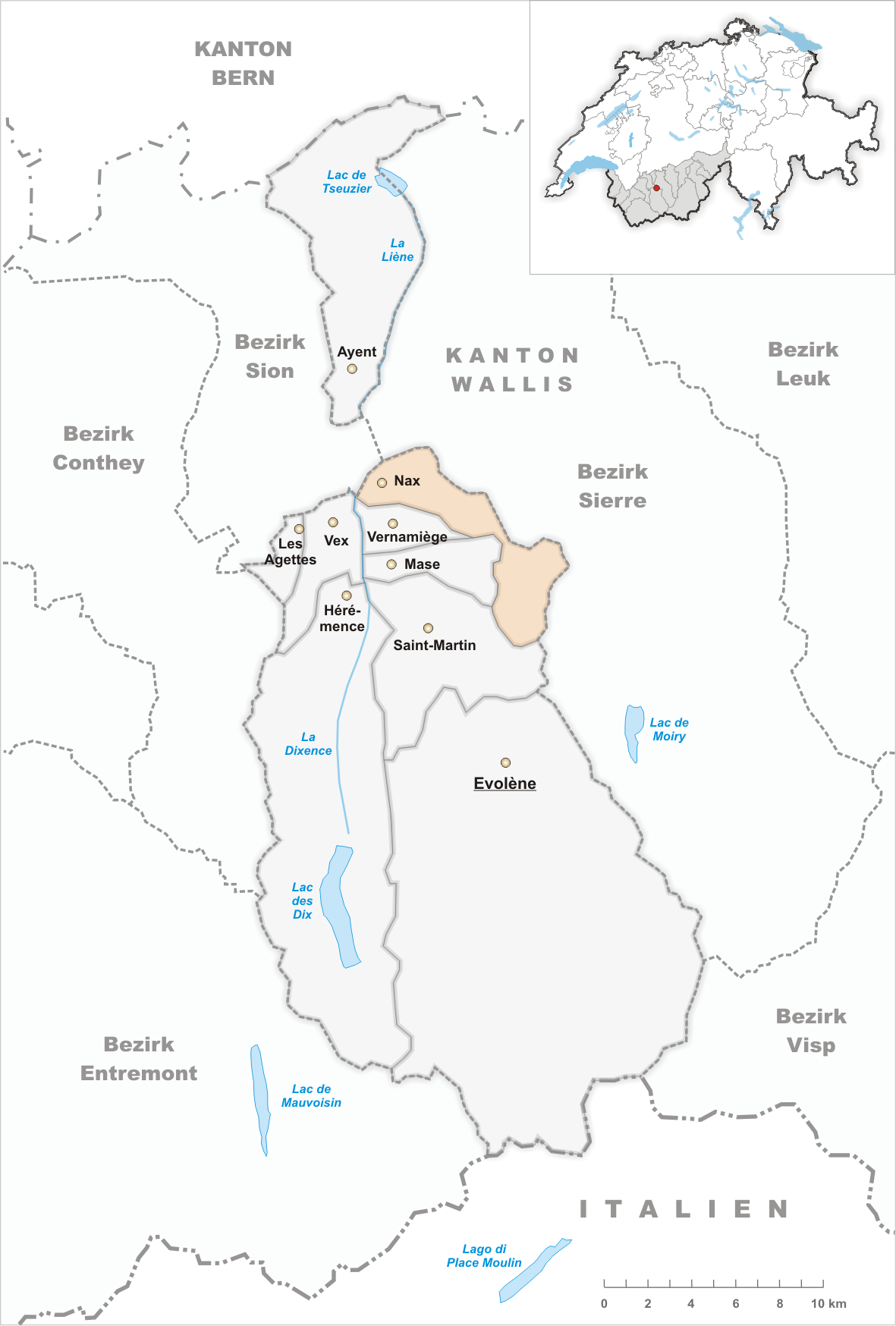
Il territorio del comune di Nax prima degli accorpamenti comunali del 2011

Già comune autonomo che si estendeva per 24,5 km², nel 2011 è stato accorpato agli altri comuni soppressi di Mase e Vernamiège per formare il nuovo comune di Mont-Noble, del quale Nax è il capoluogo.

## Monumenti e luoghi d'interesse

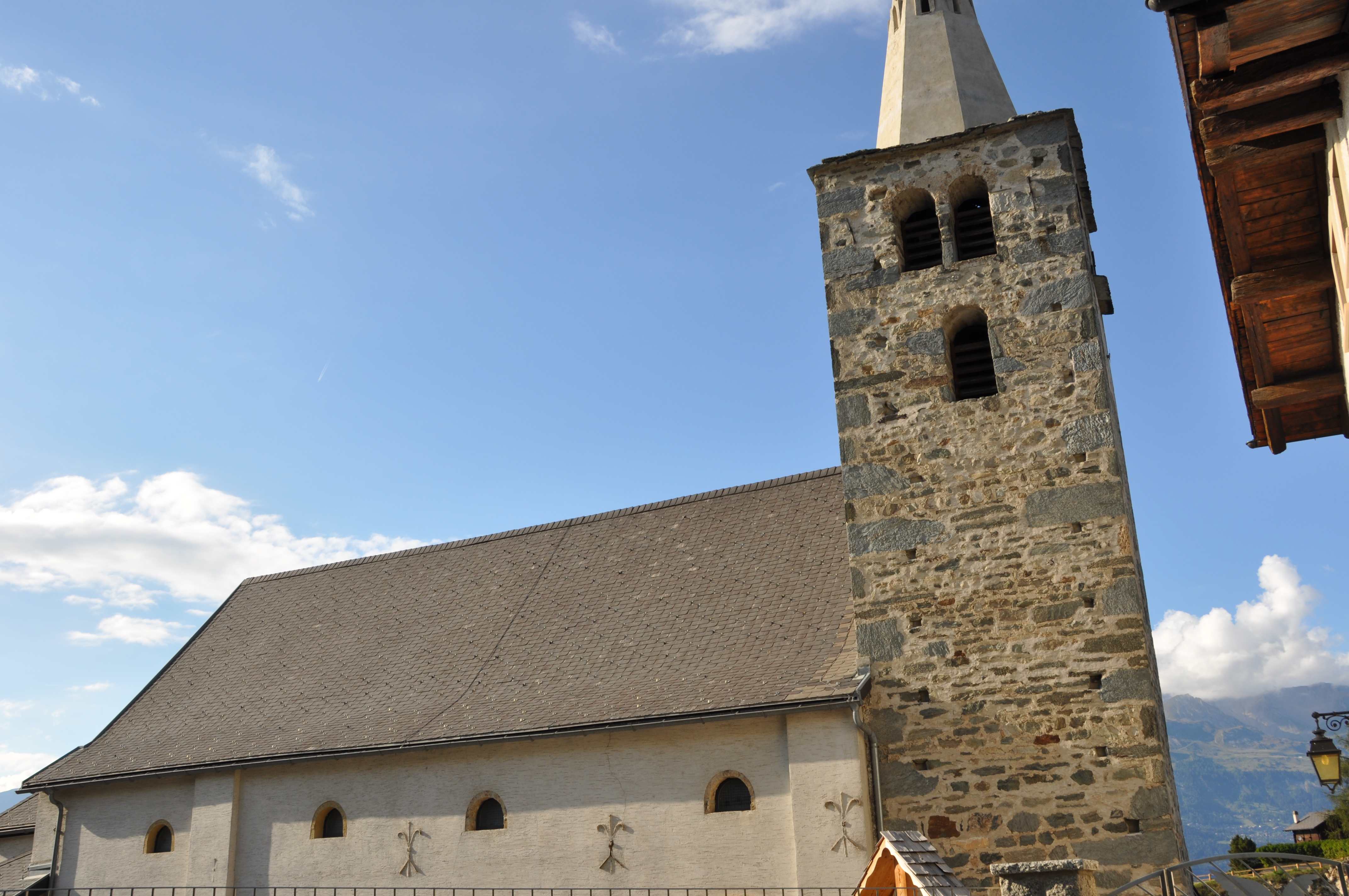
La chiesa dei Santi Maurizio e Gottardo

- Chiesa parrocchiale cattolica dei Santi Maurizio e Gottardo, eretta nel 1640 e ricostruita nel 1872-1874[1].

## Società

### Evoluzione demografica
L'evoluzione demografica è riportata nella seguente tabella:
Abitanti censiti

## Amministrazione
Ogni famiglia originaria del luogo fa parte del cosiddetto comune patriziale e ha la responsabilità della manutenzione di ogni bene ricadente all'interno dei confini della frazione.